# Nebraer Sandstein

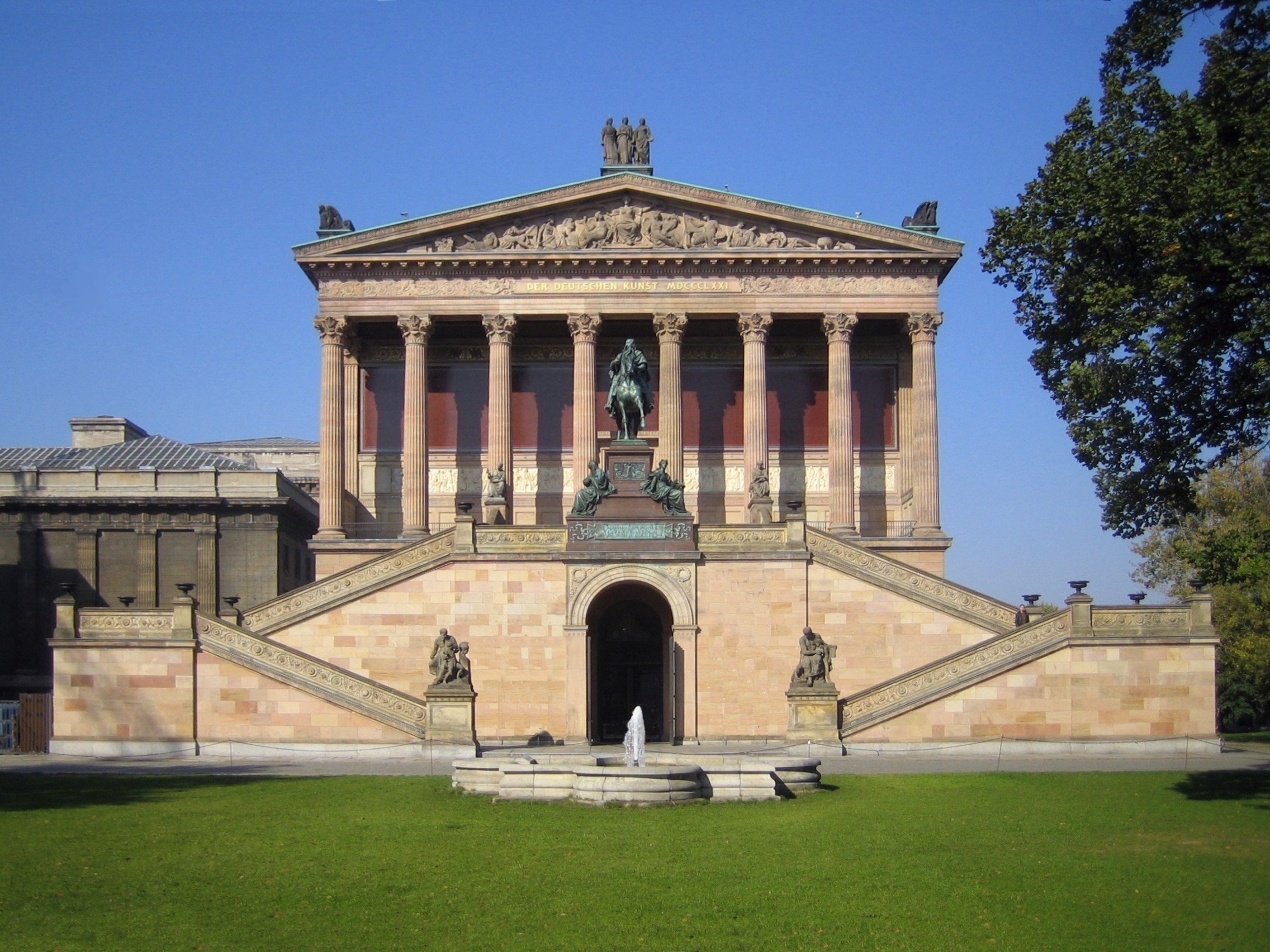
Alte Nationalgalerie in Berlin

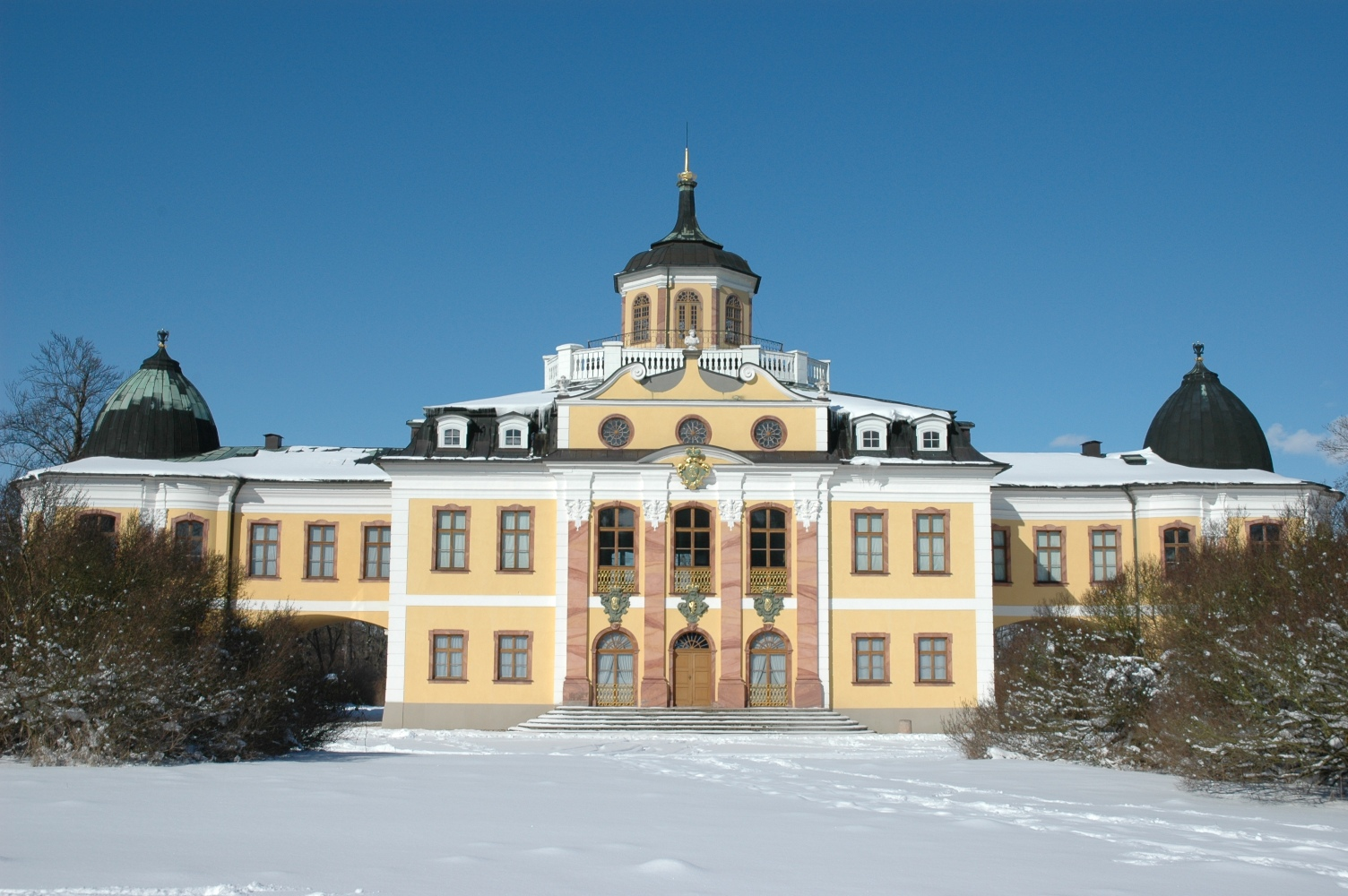
Schloss Belvedere in Weimar

Der Nebraer Sandstein wurde in einem Vorkommen bei Nebra an der Unstrut im Westen des Burgenlandkreises in Sachsen-Anhalt abgebaut. Dieses Sandsteinvorkommen entstand im Buntsandstein.

## Geschichte
Im Jahre 1182 wurde nachweislich mit dem Abbau von Nebraer Sandstein rechts und links der Unstrut begonnen. Da durch die Unstrut die Möglichkeit bestand, die Natursteine zu verschiffen, wurde dieser Sandstein nicht nur regional verbaut. Der Steinbruchsbetrieb wurde 1962 eingestellt. Aufgrund großer Nachfrage wurde 1996 wieder ein Steinbruch eröffnet, der lachsfarben Sandstein führt.

## Gesteinsbeschreibung und Mineralogie
Dieser Sandstein ist rötlich bis dunkelrot, gelb und weiß, weißgrau und grau. In den tieferen Schichten der Lagerstätten sind diese Sandsteine dunkelrötlich und in den höheren überwiegen die hellroten. Er ist fein- bis mittelkörnig, selten auch grobkörnig und er ist tonig gebunden. Ferner führt er geringe Mengen von Feldspat und Glimmer und teilweise geringe Anteile von Pyrit. Die Festigkeit und Wetterbeständigkeit weist erhebliche Unterschiede auf. Seine Wasseraufnahme ist durch seine Porosität hoch.

## Verwendung
Nebraer Sandstein wurde für Massivbauten, Werk- und Mauersteine, Tür- und Fensterleibungen, Fassadenplatten, Treppen- und Bodenbeläge verwendet. Es werden zwei Sorten nach ihrer Farbe unterschieden, der lachsfarbene Nebraer Lachs Sandstein, der heute besonders stark nachgefragt wird und der Rote Nebraer Sandstein.
Er wurde am alten Berliner Reichstag, an der Berliner und Hamburger Börse, an der Fassade der Alten Nationalgalerie an der Technischen Universität sowie am Roten Rathaus in Berlin, dem Schloss Belvedere in Weimar und Brandenburger Tor verwendet. Weitere Steinarbeiten aus Nebraer Sandstein sind die Distanzsäule in Brehna (1730), die St.-Georgs-Kirche in Nebra und die Kirche in Gehofen.